# 佩德罗胡安卡瓦列罗
佩德罗胡安卡瓦列罗是位于巴拉圭东部与巴西边境处的一座城市，也是阿曼拜省的首府。
佩德罗胡安卡瓦列罗以廉價的電子產品和製成品而聞名，其也是非法毒品貿易的中心。海拔670米，是巴拉圭城市中最高的。
1899年建立，其名稱來自巴拉圭獨立英雄佩德羅·胡安·卡瓦列羅。

## 政府
該市有一座監獄。

## 交通
5號公路使其與康塞普西翁和亞松森連結起來。

## 外部連結
- World Gazeteer: Paraguay[] – World-Gazetteer.com

22°34′S 55°43′W / 22.57°S 55.72°W